# Melville Hall River
Der Melville Hall River (auch: Kachibona River) ist der längste Fluss im Nordosten von Dominica im Parish Saint Andrew.

## Geographie
Der Melville Hall River entspringt in den Südost-Hang der Morne Diablotins sowie in den Nordhängen des östlich anschließenden Mosquito Mountain und dem Nordhang des Mang Peak. Seine starken Quellen liegen dabei auf 800 m über dem Meer. Das Quellgebiet grenzt an das Einzugsgebiet von Toulaman River im Norden und auf der südlichen Seite der Wasserscheide schließt sich das Einzugsgebiet des Layou River an, welcher nach Süden zum Karibischen Meer fließt.
In seinem Unterlauf grenzt der Fluss auch noch an das Einzugsgebiet des Crebiche River (Mantipo River), welcher südlich aus dem Morne Concorde herkommt. 
Die Quellflüsse des Melville Hall River entspringen hart an der Grenze zum Parish Saint Joseph, fließen aber zunächst nach Osten und vereinen sich nördlich des Mang Peak. Von dort verläuft der Fluss schon auf unter 400 m Höhe in Kurvenreichem Verlauf nach Norden, durchquert die Gebiete von Gros Bois, Gravel Gutter, First Camp und tritt bei Twelve Posts endgültig ins Tiefland ein. Dort fließen ihm von Westen und links der Florie Gutter, sowie die Fire Flint Ravine zu und von Süden und rechts nach einer weiteren Strecke von ca. 800 m der Kinseylan Gutter. Nach einigen Windungen verläuft der Fluss stetig nach Osten, passiert Cacao Estate (nördlich) und Vauxhall (südlich), verläuft im Unterlauf parallel südlich zum Douglas-Charles Airports (Melville Hall Airfield), wo ihm von rechts und Süden der Canal River zufließt und mündet als trennendes Element zwischen Londondery Bay und Mango Hole Bay nach einem Verlauf von knapp 18 km in den Atlantik. In seinem Oberlauf verläuft er durch das Northern Forest Reserve.